# Helling (geografie)

d = horizontale afstand
Δh = stijging
l = lengte van de helling
α = hellingshoek

Hellinggetal (paars), hellingspercentage (rood) en hellingshoek (zwart)

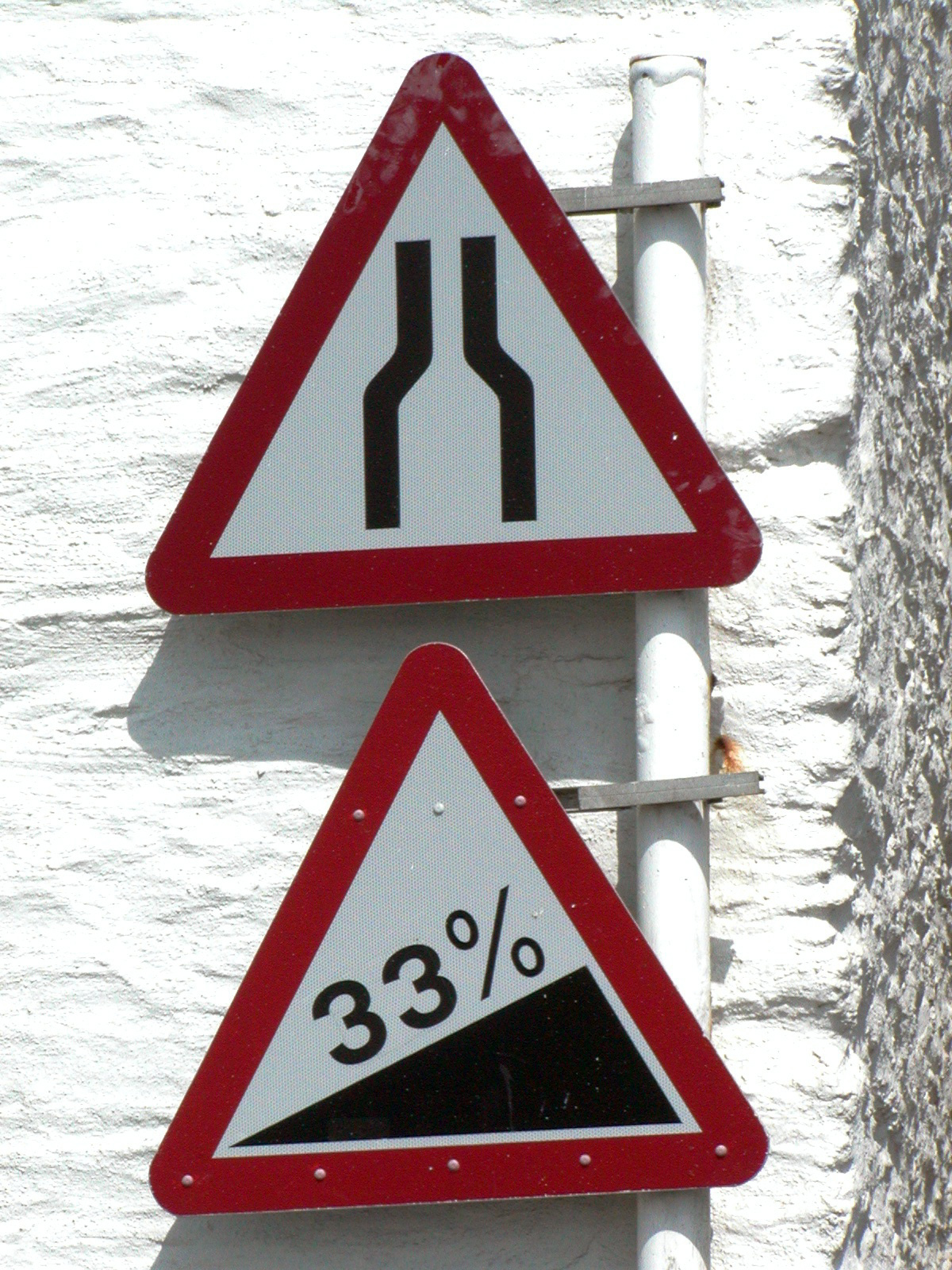

Een helling geeft de gradiënt aan van een vlak, een weg, een landschap of een berg en wordt weergegeven in hellinggetal, hellingspercentage of hellingshoek. Hoe groter deze waardes hoe steiler de helling.
- het hellinggetal het hoogteverschil gedeeld door de afstand, ofwel de tangens in de wiskunde
- het hellingspercentage is het hellinggetal × 100%
- de hellingshoek is het hellinggetal, uitgedrukt in graden

Bij een rivier spreekt men niet van een helling, maar van verval of verhang.

## Nadere beschouwing
Het hellingspercentage is een maat om de steilheid van een hellend vlak weer te geven en wordt uitgedrukt in procenten (%). Men spreekt ook wel van het stijgingspercentage (S).
Het hellingspercentage van een heuvel, helling of berg is gelijk aan het hoogteverschil Δh gedeeld door de horizontale afstand d maal 100%.
{\displaystyle {\frac {\Delta h}{d}}\cdot 100\%}
Een hellingspercentage van 10% geeft aan dat tussen vertrek en eindpunt de weg 10 m hoger ligt per 100 m horizontaal afgelegde weg.
Een andere maat voor de steilheid is de hellingshoek die het wegdek maakt met het horizontale vlak. Het hellingspercentage is de tangens van de hellingshoek.
Daar men in de praktijk de horizontale afstand (d) moeilijk kan meten, vervangt men deze wel door de effectief gereden afstand (l). Het hellingspercentage dat op deze manier berekend kan worden, is dus gelijk aan het hoogteverschil Δh gedeeld door de effectief afgelegde afstand l.

In de wiskunde is deze gelijk aan de sinus van de hellingshoek.
Deze twee rekenmethoden geven verschillende resultaten, doch het verschil is verwaarloosbaar bij kleine hellingshoeken. Bij bovengenoemd voorbeeld zal men (volgens de stelling van Pythagoras) circa 100,5 meter rijden over de horizontale afstand van 100 meter, zodat men een hellingspercentage van (10 / 100,5) × 100 ≈ 9,95% zal berekenen.
Op te merken valt dat een hellingspercentage van 100% niet beantwoordt aan een hoek van 90°, maar aan een hoek van 45° en dat een hellingspercentage van meer dan 100% dus mogelijk is (zie afb. 2).
Een ander voorbeeld: de afgelegde weg is 2000 m en stijgt van begin tot eindpunt 100 meter;

Dus l = 2000 m en Δh = 100 m;

Stijgingspercentage S = (Δh / l) × 100 = 0,05 x 100 = 5%;

Horizontaal wordt er slechts (Pythagoras) {\displaystyle {\sqrt {2000^{2}-100^{2}}}} ≈ 1997,5 meter afgelegd, zodat feitelijk het hellingspercentage gelijk is aan: (100 / 1997,5) × 100 ≈ 5,006%.

## Steilste weg ter wereld
Het Guinness Book of Records nam in 2019 Ffordd Pen Llech in Wales op als de weg met het hoogst gemeten hellingspercentage ter wereld (37,45%).